# John Menard
John Menard (* 22. Januar 1940 in Eau Claire, Wisconsin) ist ein US-amerikanischer Unternehmer. Er ist der Gründer und Vorsitzender des US-amerikanischen Einzelhandelsunternehmens Menards.

## Leben
Menard wuchs in einer mittelständischen Familie auf. Er studierte Wirtschaftswissenschaften an der University of Wisconsin–Eau Claire. Handwerklich interessiert, verdiente er sich während des Studiums mit dem Bau von Garagen für örtliche Hausbesitzer etwas hinzu und sammelte so Erfahrungen, die ihm bei seiner weiteren Karriere halfen. Er bemerkte den zunehmenden Bedarf an preisgünstigem Material und Werkzeug in der Bau- und Heimwerkerbranche und gründete 1962 ein kleines Bauunternehmen, aus dem später der erste Menards-Baumarkt wurde. Menards entwickelte sich unter seiner Leitung vom regionalen Händler zu einer der erfolgreichsten Baumarktketten der USA mit über 350 Standorten in 15 Bundesstaaten. Menard wurde für seinen strengen, aber effektiven Führungsstil bekannt. Er behielt stets die Kontrolle über seine Geschäfte und führte im Gegensatz zu seinen Konkurrenten kein Franchising ein.
Nach Angaben des US-amerikanischen Forbes Magazine gehört Menard mit rund 20 Milliarden US-Dollar zu den reichsten US-Amerikanern (Platz 37 in den Forbes 400) und ist auf Platz 88 der The World’s Billionaires 2025 gelistet. Er betätigt sich in seiner Heimat Wisconsin als Philanthrop, insbesondere in den Bereichen Bildung und Gesundheitsinitiativen. Er engagiert sich zudem finanziell im Motorsport und betrieb bis 2004 das IndyCar-Team „Team Menard“, das mehrere Rennen gewinnen konnte.
Menard ist verheiratet, hat sechs Kinder und wohnt mit seiner Familie in Eau Claire, Wisconsin. Sein Sohn ist der NASCAR-Rennfahrer Paul Menard.